# Jürgen Brickmann
Jürgen Brickmann (* 16. Mai 1939 in Schwerin) ist ein deutscher Physikochemiker und Industriemanager.

## Leben
Brickmann studierte Physik an der Ludwig-Maximilians-Universität, der Universität Innsbruck und der Technischen Hochschule München. 1960 wurde er Mitglied des Corps Isaria und des Corps Rhaetia. 1967 wurde er an der TH  München zum Dr. rer. nat. promoviert. Er war Lehrbeauftragter an der Albert-Ludwigs-Universität Freiburg. Er habilitierte sich im Fachgebiet Physikalische Chemie und wurde Professor an der Universität Konstanz. Ab 1979 war er Professor für Physikalische Chemie an der TU Darmstadt. Er ist Mitgründer und wissenschaftlicher Leiter der Firmen Sustech GmbH und Molcad GmbH.  Seit 2005 ist er wissenschaftlicher Direktor bei der succidia AG.